# Kenny van der Weg
Kenny van der Weg (Rotterdam, 19 februari 1991) is een Nederlands voormalig voetballer die doorgaans als verdediger speelde.

## Loopbaan
Van der Weg begon met voetballen bij Spartaan '20 en speelde vanaf 2006 in de jeugd van NAC Breda. Hij debuteerde op 20 oktober 2012 in de hoofdmacht van de Bredase club, in een wedstrijd in de Eredivisie tegen Vitesse. Van der Weg eindigde met NAC achtereenvolgens op de dertiende, vijftiende en zestiende plaats in de Eredivisie, waarop Roda JC Kerkrade de club in de play-offs 2015 terugwees naar de Eerste divisie. Via een derde plaats op het tweede niveau in 2015/16 plaatste Van der Weg zich een jaar later met NAC voor de play-offs 2016, maar hierin voorkwam Willem II dat de Bredase club direct weer promoveerde.
Van der Weg verliet NAC na het seizoen 2015/16 transfervrij. Hij kwam in mei 2016 tot een akkoord over een contract tot medio 2017 met Ross County, de nummer zes van Schotland in het voorgaande seizoen. Hij speelde dat seizoen 33 competitiewedstrijden en tekende in juli 2017 opnieuw een jaarcontract bij de Schotse club. Hij speelde in het volgende halfjaar nog negentien competitiewedstrijden voor de club, maar liet in januari 2018 zijn contract ontbinden. Een maand later vervolgde hij zijn loopbaan bij Hamilton Academical. Medio 2018 ging hij naar het Belgische KSV Roeselare. In januari 2019 keerde Van der Weg terug bij Ross County. Met de club won hij de Scottish Championship en de Scottish Challenge Cup. In augustus 2019 verliet hij de club. Een maand later vervolgde hij zijn loopbaan in Noorwegen bij Aalesunds FK. Zonder dat hij voor de club getraind had, werd zijn contract half november 2019 ontbonden. Begin 2020 sloot hij aan bij TOP Oss. Nadat hij in het seizoen 2020/21 geen club had, ging Van der Weg medio 2021 voor amateurclub RBC spelen. In december 2021 was Van der Weg na afloop van een wedstrijd met VV TSC betrokken bij een vechtpartij met spelers van die club. Hij werd daarop geroyeerd door RBC, waarna Van der Weg zijn carrière als speler beëindigde.

## Clubstatistieken
| Seizoen | Club                | Competitie            | Duels | Doelp. |
| ------- | ------------------- | --------------------- | ----- | ------ |
| 2012/13 | NAC Breda           | Eredivisie            | 15    | 1      |
| 2013/14 | NAC Breda           | Eredivisie            | 22    | 1      |
| 2014/15 | NAC Breda           | Eredivisie            | 24    | 1      |
| 2015/16 | NAC Breda           | Eerste divisie        | 31    | 3      |
| 2016/17 | Ross County         | Premiership           | 33    | 0      |
| 2017/18 | Ross County         | Premiership           | 19    | 2      |
| 2017/18 | Hamilton Academical | Premiership           | 11    | 0      |
| 2018/19 | KSV Roeselare       | Eerste Klasse B       | 5     | 0      |
| 2018/19 | Ross County         | Scottish Championship | 12    | 0      |
| 2019    | Aalesunds FK        | 1. divisjon           | 0     | 0      |
| 2019/20 | TOP Oss             | Eerste Divisie        | 0     | 0      |
| Totaal  |                     |                       | 172   | 8      |